# Papa Martinho V
Martinho V (Roma, 1369 – Roma, 20 de fevereiro de 1431), nascido como Oddone Colonna, foi o 206º Papa da Igreja Católica, de 1417 até sua morte. Foi durante seu papado que se encerrou o Grande Cisma do Ocidente.

## Biografia

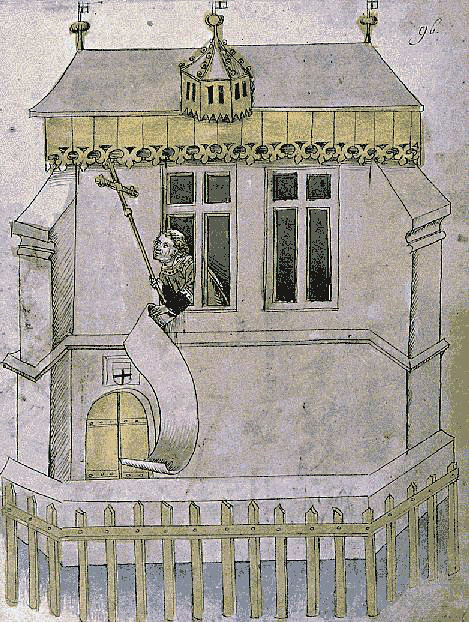
Habemus Papam de Martinho V em 1415

Filho de Agapito Colonna, Senhor de Genazzano, Capranica Prenestina, San Vito e Ciciliano desde 1374, falecido depois de 23 de Maio de 1398, e de sua mulher Caterina Conti, foi Protonotário Apostólico e Cardeal com o título de San Giorgio al Velabro desde 12 de Junho de 1405. Papa Martinho V desde 11 de Novembro de 1417, foi consagrado em Constança a 21 de Novembro de 1417.
Eleito de harmonia com os cânones do Concílio de Constança, ficou condicionado pelas respectivas conclusões, em contraste com os seus desígnios de soberania pontifícia não colegial. Além disso, aquela época foi agitada pela persistência de Benedito XIII e do sucessor deste, Clemente VIII, os papas refugiados em Peñíscola, no leste da Espanha, que mantiveram, até à abdicação deste último, algumas dioceses de Aragão e do Sul da França sob a sua directa influência. Além disso, cinco anos depois da dissolução do Concílio de Constança, Martinho V foi obrigado a convocar outro concílio, em Pavia, que teve escassas reuniões devido a uma epidemia. Por isso, convocou outro, em Basileia, sete anos mais tarde, onde não pôde comparecer porque faleceu de apoplexia a seguir à respectiva convocatória. Em seguida passou a apoiar a tese da superioridade do papa sobre o concílio, que antes negava e, com o fim do Concílio de Constança (1418), deixou aquela cidade para dirigir-se a Mântua e a Florença, fixando-se, por fim, em Roma (1420). Embora não fosse muito propenso às mudanças e reformas, foi bom administrador e contribuiu para a reconstrução e o embelezamento da cidade de Roma. Foi protetor das artes, quando começava o Renascimento, celebrou o 5.º Ano Santo (1423) e, pela primeira vez, abriu-se a Porta Santa na Basílica de São João de Latrão. Também foi durante seu pontificado que viveu a grande Santa Joana D'Arc.
O papa de número 207, faleceu em 20 de fevereiro (1431), em Perúgia e foi sucedido por Eugênio IV (1431-1447). Durante quatro séculos, depois do Grande Cisma do Ocidente, com a eleição de deste papa no Concílio de Constança (1417), todos os conclaves foram realizados em Roma, com exceção de Pio VII. Os dois primeiros, após o Cisma, foram realizados no convento dos Dominicanos, de Minerva.
OBS: Lembrar que Martinho é o nome de somente três Papas, sendo os outros dois Marinho.